# دورة النيتروجين

دورة النيتروجين هي دوران النيتروجين بين الجو والتربة والماء ونباتات الأرض وحيواناتها. وتحتاج كل الكائنات الحية إلي النيتروجين، ولكن أغلب الأحياء لاتستطيع استعمال النيتروجين الغازي N2 والذي يشكل 78% من الهواء، إذ يجب أن تحصل على نيتروجين متحد مع عناصر أخرى لتكوّن مركبات. ولكن إمداد هذا النيتروجين الثابت محدود، لذا توجد أساليب معقدة في الطبيعة لإعادة دوران النيتروجين.
بعد موت النباتات والحيوانات، تتعرض للتحلل بوساطة بكتيريا وفطريات معينة. وتنتج هذه الأحياء الدقيقة النشادر NH3 من مركبات النيتروجين في المادة العضوية الميتة وفي مخلفات الأجسام التي تفرزها الحيوانات. ثم تمتص النباتات بعض النشادر وتستخدمه لصنع البروتينات والمواد الأخرى الضرورية للحياة. ويتحول النشادر الذي لاتمتصه النباتات إلى نترات (مركبات NO3) بوساطة بكتيريا النترتة، وهناك نوعان من بكتيريا النترتة، بكتيريا النيتريت التي تحول النشادر إلى نتريتات (مركباتNO2) وبكتيريا النترات، التي تحول النتريتات إلى نترات. تمتص النباتات معظم النترات وتستخدمها بنفس الطريقة مثل النشادر. أما الحيوانات فإنها تحصل على النيتروجين من أكل النباتات أو الحيوانات الأخرى التي تأكل النباتات.
تضع عملية تدعى تثبيت النيتروجين مزيدًا من النيتروجين في الدورة البيولوجية. وتحصل بكتيريا تثبيت النيتروجين والطحلب على النيتروجين من الهواء وتحُوِّلها إلى نشادر. وتمتص النباتات معظم النشادر لكن بعضها يتبدد في الجو.
وعلى الرغم من أن تثبيت النيتروجين يأخذ النيتروجين من الجو، إلا أن هناك عملية معاكسة تُسمّى إعادة النيتروجين ترجع كمية مماثلة تقريبًا من النيتروجين إلى الهواء. وتحول بكتيريا إعادة النيتروجين بعض النترات في التربة إلى نيتروجين غازي أو أكسيد نيتروز N2O إلا أن النيتروجين الثابت قد يدور عدة مرات بين الأحياء والتربة قبل أن ترجعه إعادة النيتروجين إلى الجو.
وتعوق بعض الأنشطة البشرية دورة النيتروجين. فمثلا، تأخذ الصناعة كميات كبيرة من النيتروجين لإنتاج الأسمدة. وتوفر الأسمدة فوائد جمة، ولكن الكميات الزائدة يتم جرفها من الأرض الزراعية إلى المجاري المائية، ملوثة بذلك الماء. وإضافة لهذا، فإن احتراق البنزين وبعض المحروقات الأخرى ينتج مركبات النيتروجين التي تساهم في تلوث النبات.
وتعتبر دورة النيتروجين من أهم الدورات لان النيتروجين يتغذي عليه النبات الذي يعتبر بداية السلسلة الغذائيه أو المنتجات 2